# United People's Party
De United People's Party (vertaald: Verenigde Volkspartij, afgekort UP) is een politieke partij op Sint Maarten, die actief was van 2010 tot 2018 en vanaf eind 2019 wederom gereactiveerd werd.
De partij werd opgericht door Theo Heyliger, nadat hij in 2009 met de DP brak. Onder zijn leiding was de UP de grote winnaar in drie opeenvolgende statenverkiezingen. De partij behaalde vijf van de vijftien zetels in de Staten van Sint Maarten bij de verkiezingen van 2016. Bij de verkiezingen van 2014 en 2010 behaalde de partij respectievelijk 7 en 6 zetels, en is hiermee structureel een van de grootste partijen in de Staten.
Op 5 januari 2018 werd bekend dat de partij ging fuseren met de Democratische Partij en verder zou gaan onder de naam United Democrats (UD). Tijdens de statenverkiezingen van 2018, behaalde de UD 7 zetels in de Staten.
De partij is voor het afschaffen van het Nederlands als officiële taal op Sint Maarten, en voor de onafhankelijkheid van het eiland buiten het Koninkrijk.

## Volksvertegenwoordiging

### Regering
In het kabinet-Jacobs II is de UP vertegenwoordigd met twee ministers.
- Omar Ottley – minister van Volksgezondheid, Sociale Ontwikkeling en Arbeidszaken
- Roger Lawrence – minister van Toerisme, Economische Zaken, Vervoer en Communicatie

### Voormalige ministers
- Theodore Heyliger – minister van Volkshuisvesting, Ruimtelijke Ordening, Milieu en Infrastructuur, tevens vice-premier
- Hiroshi Shigemoto – minister van Financiën
- Roland Duncan – minister van Justitie
- Rhoda Arrindell – minister van Onderwijs, Cultuur, Jeugd- en Sportzaken
- Franklin Meyers – minister van Toerisme, Economische Zaken, Vervoer en Communicatie
- Richard Panneflek Minister van Volksgezondheid, Sociale Ontwikkeling en Arbeidszaken
- Ludmila de Weever – minister van Toerisme, Economische Zaken, Vervoer en Communicatie

| Verkiezingsjaar | Aantal stemmen | Percentage | Zetels | Coalitie/Oppositie                                                                                              |
| --------------- | -------------- | ---------- | ------ | --- |
| 2010            | 4.936          | 36%        | 6 / 15 | Coalitie (10-10-2010 tot 21-05-2012) Oppositie (21-05-2012 tot 14-06-2013) Coalitie (14-06-2013 tot 19-12-2014) |
| 2014            | 6.211          | 43%        | 7 / 15 | Coalitie (19-12-2014 tot 19-11-2015) Oppositie (19-11-2015 tot 20-12-2016)                                      |
| 2016            | 4.130          | 29%        | 5 / 15 | Oppositie (20-12-2016 tot 15-01-2018) Coalitie (15-01-2018 tot 25-06-2018)                                      |
| 2018            |                |            | 7 / 15 | CoalitieOppositie                                                                                               |
| 2020            | 3.231          | 24%        | 4 / 15 | Coalitie (28-03-2020 tot heden)                                                                                 |

## Standpunten[8]

### Ruimtelijke ordening
- Benadruk de noodzaak van ruimtelijke ordening in Sint Maarten en de gunstige effecten voor de toekomst
- Creëer bewustzijn bij het publiek dat, naarmate de vraag naar woningen toeneemt, de omvang en capaciteit van Sint Maarten hetzelfde blijft, wat van invloed is op de omvang, het type en het ontwerp van sociale woningen
- Bewustwording creëren bij het publiek dat de beschikbaarheid van grond die geschikt is voor volkshuisvesting schaars en duur is, waardoor de beschikbaarheid om geschikte gebieden voor volkshuisvesting te vinden en te kopen wordt beperkt
- Beleid opstellen voor toekomstige volkshuisvesting dat een dichtere stedelijke ontwikkeling zal opleveren, waarbij design een belangrijke rol zal spelen bij het creëren van meer leefbare gemeenschapsgerichte woonruimtes
- Stel een panel op bestaande uit architecten, ingenieurs en ontwerpers om richtlijnen op te stellen om toekomstige volkshuisvestingsprojecten te leiden waar creativiteit vereist zal zijn om de impact van bouwen in beperkte ruimtes te overwinnen
- Richtlijnen opstellen om bestaande gemeenschappen gastvrijer en leefbaarder te maken
- Creëer groene ruimtes waar mogelijk
- Houd rekening met de wensen van de gemeenschappen die VROMI bezoekt in haar gemeentehuisvergaderingen en voer suggesties waar mogelijk uit

### Budget
- Presenteer een realistische en goed onderbouwde begroting die essentieel is voor een goed bestuur van Sint Maarten, waarin de behoeften voor het bestuur van het eiland worden weergegeven met bewijs van de bronnen van steun voor de begroting
- Een budget presenteren dat zowel economische groei als de toegenomen behoefte aan gezondheids- en sociale diensten mogelijk maakt

### Belastingaanslag en inning
- Herstructureren van het huidige belastingaanslag- en inningsproces om het beheersbaarder en efficiënter te maken
- De complexiteit van het huidige proces voor belastingaangifte en -inning verminderen, waardoor het minder ingewikkeld en minder duur wordt en tegelijkertijd de naleving verbetert

## Kandidatenlijsten
| 2016   | 2016                   | 2016   | 2016    | 2016    | 2018   | 2018                          | 2018   | 2018    | 2018    | 2020   | 2020                       | 2020   | 2020    | 2020    |
| Plek   | Naam                   | M/V    | Stemmen | Gekozen | Plek   | Naam                          | M/V    | Stemmen | Gekozen | Plek   | Naam                       | M/V    | Stemmen | Gekozen |
| ------ | ---------------------- | ------ | ------- | ------- | ------ | ----------------------------- | ------ | ------- | ------- | ------ | -------------------------- | ------ | ------- | ------- |
| 1      | Theodore E. Heyliger   | M      | 1.429   | Vinkje  | 1      | Theodore E. Heyliger (UP)     | M      | 1.289   | Vinkje  | 1      | Rolando Brison             | M      | 485     | Vinkje  |
| 2      | Franklin A. Meyers     | M      | 524     | Vinkje  | 2      | Sarah A. Wescot-Williams (DP) | V      | 566     | Vinkje  | 2      | Luc F.E. Mercelina         | M      | 249     |         |
| 3      | Tamara A. Leonard      | V      | 207     |         | 3      | Franklin A. Meyers (UP)       | M      | 402     | Vinkje  | 3      | Omar E.C. Ottley           | M      | 420     | Vinkje  |
| 4      | Lloyd J. Richardson    | M      | 162     |         | 4      | Emil Lee (DP)                 | M      | 259     |         | 4      | Grisha Heyliger-Marten     | V      | 656     | Vinkje  |
| 5      | Van Hugh C. De Weever  | M      | 159     |         | 5      | Chanel E. Brownbill (UP)      | M      | 270     | Vinkje  | 5      | Rhoda R. Arrindell         | V      | 117     |         |
| 6      | Leona M. Marlin-Romeo  | V      | 194     |         | 6      | Claret M.M. Connor (UP)       | M      | 201     |         | 6      | Ludmila N.L. De Weever     | V      | 266     |         |
| 7      | Sidharth M. Bijlani    | M      | 244     |         | 7      | Sidharth M. Bijlani (UP)      | M      | 294     | Vinkje  | 7      | Sidharth M. Bijlani        | M      | 291     | Vinkje  |
| 8      | Claret M.M. Connor     | M      | 238     |         | 8      | Tamara A. Leonard (UP)        | V      | 233     | Vinkje  | 8      | Kevin Maingrette           | M      | 135     |         |
| 9      | Jules C. James         | M      | 201     |         | 9      | Perry F.M. Geerlings (DP)     | M      | 258     | Vinkje  | 9      | Lyndon C.J. Lewis          | M      | 121     |         |
| 10     | Josianne S. Artsen     | V      | 60      |         | 10     | Jules C. James (UP)           | M      | 213     |         | 10     | Charles J. Richardson      | M      | 39      |         |
| 11     | Terry J. Peterson      | M      | 54      |         | 11     | Leona M. Marlin-Romeo (UP)    | V      | 195     |         | 11     | Eugéne A. Heyliger         | M      | 55      |         |
| 12     | Louis R. Engel         | M      | 83      |         | 12     | Jorien Wuite (DP)             | V      | 116     |         | 12     | Marlon M. Hodge            | M      | 16      |         |
| 13     | Tatiana M.E. Arrindell | V      | 55      |         | 13     | Van Hugh C. De Weever (UP)    | M      | 189     |         | 13     | Richard A. Patrick         | M      | 48      |         |
| 14     | May-Ling A.M.R. Chun   | V      | 78      |         | 14     | Rhoda R. Arrindell (UP)       | V      | 147     |         | 14     | Cresburk A. Browne         | M      | 43      |         |
| 15     | Eugéne A. Heyliger     | M      | 64      |         | 15     | Hasani B. Ellis (DP)          | M      | 101     |         | 15     | Jacqueline G. Peterson     | V      | 67      |         |
| 16     | Armand R. Meda         | M      | 32      |         | 16     | Angelique J.G. Romou (UP)     | V      | 94      |         | 16     | Jacques P. Heemskerk       | M      | 12      |         |
| 17     | Kevin Maingrette       | M      | 130     |         | 17     | Kevin Maingrette (UP)         | M      | 180     |         | 17     | Sjorensley R.R. Valies     | M      | 21      |         |
| 18     | Richard J.J. Panneflek | M      | 26      |         | 18     | Luc F.E. Mercelina (UP)       | M      | 368     | Vinkje  | 18     | Cornelius H.J. Merx        | M      | 40      |         |
| 19     | Dione A.M. Trustfull   | V      | 32      |         | 19     | Louis R. Engel (UP)           | M      | 48      |         | 19     | Tom A. Louis-Juste         | M      | 21      |         |
| 20     | O’Neal E. Arrindell    | M      | 57      |         | 20     | May-Ling A.M.R. Chun (UP)     | V      | 46      |         | 20     | Eduardo A. de Haay Herrera | M      | 4       |         |
| 21     | Homero O. St Vil Mateo | M      | 27      |         | 21     | Nikhil Kukreja                | M      | 57      |         | 21     | Early S. Charlemagne       | M      | 20      |         |
| 22     | Patrick D.E. Salmon    | M      | 18      |         | 22     | Asha Uche-Roosberg            | V      | 36      |         | 22     | Richard J.J. Panneflek     | M      | 24      |         |
| 23     | Otmar R. Jonis         | M      | 57      |         | 23     | Maurice A. Lake (UP)          | M      | 187     |         | 23     | Francisco A. Lacroes       | M      | 81      |         |
| Totaal | Totaal                 | Totaal | 4.130   | 5       | Totaal | Totaal                        | Totaal | 5.748   | 7       | Totaal | Totaal                     | Totaal | 3.231   | 4       |

## Behaalde zetels
Vanwege een beveiligingsprobleem met de MediaWiki Graph-software is het momenteel niet mogelijk deze grafiek weer te geven. Zodra de software is bijgewerkt zal de grafiek vanzelf weer zichtbaar worden.